# Arturo Cubillos Pareja
Arturo Cubillos Pareja fue un político chileno nacido en Santiago, el 21 de febrero de 1879 y falleció en Valparaíso, el 26 de septiembre de 1953. Hijo de Pedro Cubillos Rodríguez y Agustina Pareja.
Educado en la Universidad de Chile, donde se graduó como abogado, el 19 de noviembre de 1902. Ejerció su profesión en el puerto de Valparaíso, donde ingresó en la política militando en el Partido Liberal Democrático. Tuvo tendencias aliancistas, dentro de la Unión Nacional. Posteriormente fue independiente y finalmente terminó en el Partido Radical. 
Diputado por Valparaíso y Casablanca en tres periodos consecutivos (1915-1924). Formó parte de la Comisión de Elecciones. Fue vicepresidente de la Cámara de Diputados (2 de junio 2 al 10 de junio de 1920). En el último periodo formó parte de la Comisión de Presupuesto y Asistencia Pública y Culto. En este cargo se vio envuelto en una agria polémica, cuando la revista Sucesos denunció en 1919 que estaba envuelto en una trama de venta ilegal de boletos de la Lotería de Buenos Aires en Chile y que regentaba un casino clandestino en el Club Liberal Democrático de Valparaíso. 
En 1924 fue elegido Diputado por Constitución, Cauquenes y Chanco, para el periodo 1924-1927. Sin embargo, los hechos de septiembre del mismo año, que alejaron del poder a Arturo Alessandri dejando al mando del país una Junta Militar de Gobierno, clausuraron el Congreso, dejando incumplido este periodo legislativo. Había alcanzado a participar en la Comisión de Presupuesto.